# Episodi di Roy Rogers (quarta stagione)
La quarta stagione della serie televisiva Roy Rogers è andata in onda negli Stati Uniti dal 12 settembre 1954 al 22 maggio 1955 sulla NBC.
| nº | Titolo originale             | Prima TV USA      | Titolo italiano                | Prima TV Italia |
| -- | ---------------------------- | ----------------- | ------------------------------ | --------------- |
| 1  | The Lady Killer              | 12 settembre 1954 | La signora che uccide          |                 |
| 2  | The Young Defenders          | 3 ottobre 1954    | I giovani difensori            |                 |
| 3  | Backfire                     | 10 ottobre 1954   | Contraccolpo                   |                 |
| 4  | The Last of the Larrabee Kid | 17 ottobre 1954   |                                |                 |
| 5  | The Hijackers                | 24 ottobre 1954   |                                |                 |
| 6  | Hard Luck Story              | 31 ottobre 1954   |                                |                 |
| 7  | Boys' Day in Paradise Valley | 7 novembre 1954   |                                |                 |
| 8  | Bad Neighbors                | 21 novembre 1954  |                                |                 |
| 9  | Strangers                    | 5 dicembre 1954   |                                |                 |
| 10 | Hidden Treasure              | 19 dicembre 1954  |                                |                 |
| 11 | Outcasts of Paradise Valley  | 9 gennaio 1955    |                                |                 |
| 12 | The Big Chance               | 23 gennaio 1955   |                                |                 |
| 13 | Uncle Steve's Finish         | 6 febbraio 1955   | La brutta fine dello zio Steve |                 |
| 14 | Dead End Trail               | 20 febbraio 1955  |                                |                 |
| 15 | Born Fugitive                | 27 febbraio 1955  | Sempre in fuga                 |                 |
| 16 | Quick Draw                   | 20 marzo 1955     | Sempre pronto a sparare        |                 |
| 17 | Ginger Horse                 | 27 marzo 1955     |                                |                 |
| 18 | The Showdown                 | 22 maggio 1955    |                                |                 |

## The Lady Killer
- Diretto da:
- Scritto da:

### Trama
- Interpreti: Roy Rogers (Roy Rogers), Dale Evans (Dale Evans), Pat Brady (Pat Brady), Charles Tannen (scagnozzo), William Tannen (Owen Clinton), Richard Avonde (scagnozzo Clay), Russ Scott (scagnozzo Milo Scott), Harry Harvey (sceriffo), Francis McDonald (Bill Jenkins), Pamela Duncan (Alma Clinton), Peter J. Votrian (Jamie Jenkins), Wally West (Rollins)

## The Young Defenders
- Diretto da:
- Scritto da:

### Trama
- Interpreti: Roy Rogers (Roy Rogers), Dale Evans (Dale Evans), Pat Brady (Pat Brady), Hank Patterson (Hermit), Rex Lease (scagnozzo Topp), John L. Cason (Luke Conners), Barry Regan (Joel Tobin), Russ Scott (scagnozzo Larson), B.G. Norman (Mike Tobin), Noralee Norman (Betty Tobin), Don C. Harvey (Slim)

## Backfire
- Diretto da:
- Scritto da:

### Trama
- Interpreti: Roy Rogers (Roy Rogers), Dale Evans (Dale Evans), Pat Brady (Pat Brady), John Doucette (Hook Carter che si finge Reverend Brown), Sydney Mason (Parson Loomis), Henry Rowland (scagnozzo Mel), Brad Morrow (Johnny Loomis), Helen Burnett (Debra Loomis)

## The Last of the Larrabee Kid
- Diretto da:
- Scritto da:

### Trama
- Interpreti: Roy Rogers (Roy Rogers), Dale Evans (Dale Evans), Pat Brady (Pat Brady), Jay Kirby (Jim Crosswick aka Larrabee Kid), Sarah Padden (Martha Crosswick), Don C. Harvey (Cub Wiley), John L. Cason (Ray Scott), John Merton (Hank Rogers), Harry Harvey (sceriffo), Fred Sherman (Express Agent John), Jack O'Shea (cliente del café Jack), Helen Burnett (donna in Express Office), Wally West (Bill)

## The Hijackers
- Diretto da:
- Scritto da:

### Trama
- Interpreti: Roy Rogers (Roy Rogers), Dale Evans (Dale Evans), Pat Brady (Pat Brady), Jim Diehl, Fred Graham, Steve Raines, Forrest Taylor, Wally West

## Hard Luck Story
- Diretto da:
- Scritto da:

### Trama
- Interpreti: Roy Rogers (Roy Rogers), Dale Evans (Dale Evans), Pat Brady (Pat Brady), John L. Cason (Ben Pierson), Rex Lease (scagnozzo Slip Macon), Bert LeBaron (scagnozzo Lee Jennings), Don C. Harvey (sceriffo Hadley), Barry Regan (Ralph Graham), Virginia Carroll (Helen Graham), Wally West (cittadino)

## Boys' Day in Paradise Valley
- Diretto da:
- Scritto da:

### Trama
- Interpreti: Roy Rogers (Roy Rogers), Dale Evans (Dale Evans), Pat Brady (Pat Brady), Richard Shackleton (Bob Miner - Boy Sheriff), Don C. Harvey (zio William Miner), John L. Cason (scagnozzo Frank), Harry Harvey (sceriffo), John Merton (Tom Keith), Sarah Padden (Sarah Keith), George Pembroke (Doc Williams), Wally West (cittadino)

## Bad Neighbors
- Diretto da:
- Scritto da:

### Trama
- Interpreti: Roy Rogers (Roy Rogers), Dale Evans (Dale Evans), Pat Brady (Pat Brady), Alan Wells (Jeff Clark), Jean Howell (Vinny Clark), Forrest Taylor (Al Houston), Rayford Barnes (Mack Houston), Harry Harvey (sceriffo), Wally West (Frank Stewart)

## Strangers
- Diretto da:
- Scritto da:

### Trama
- Interpreti: Roy Rogers (Roy Rogers), Dale Evans (Dale Evans), Pat Brady (Pat Brady), Harry Harvey (sceriffo Blodgett), John Doucette (Gil Wiley), Henry Rowland (scagnozzo Corey Lawson), Russ Scott (scagnozzo Nick Lawson), David Bair (Lanny Gaines), Francis McDonald (Phil Gaines), Wally West (Wally)

## Hidden Treasure
- Diretto da:
- Scritto da:

### Trama
- Interpreti: Roy Rogers (Roy Rogers), Dale Evans (Dale Evans), Pat Brady (Pat Brady), Harry Harvey (sceriffo), William Fawcett (Parson Lode Turner), Harry Lauter (Vic), Rusty Wescoatt (scagnozzo Hank), Dub Taylor (scagnozzo)

## Outcasts of Paradise Valley
- Diretto da:
- Scritto da:

### Trama
- Interpreti: Roy Rogers (Roy Rogers), Dale Evans (Dale Evans), Pat Brady (Pat Brady), Rayford Barnes (Will Clements), Alan Wells (Lou Woodburn), Forrest Taylor (Joe Salem), Margaret Bert (Hannah Salem), Harry Harvey (sceriffo), Jack O'Shea (Robbery Reporter)

## The Big Chance
- Diretto da:
- Scritto da:

### Trama
- Interpreti: Roy Rogers (Roy Rogers), Dale Evans (Dale Evans), Pat Brady (Pat Brady), Harry Lauter (Mart Sellers), Dub Taylor (Barney Ord), Harry Harvey (sceriffo), Rusty Wescoatt (Lefty Young)

## Uncle Steve's Finish
- Diretto da:
- Scritto da:

### Trama
- Interpreti: Roy Rogers (Roy Rogers), Dale Evans (Dale Evans), Pat Brady (Pat Brady), William Tannen (Tom Everett), Virginia Carroll (Helen Everett), Louis Lettieri (Joey Everett), Myron Healey (zio Steve Everett), Harry Harvey (sceriffo), Earle Hodgins, Wally West (Jimmy)

## Dead End Trail
- Diretto da:
- Scritto da:

### Trama
- Interpreti: Roy Rogers (Roy Rogers), Dale Evans (Dale Evans), Pat Brady (Pat Brady), Harry Hickox (Jeb Horton), Carl 'Alfalfa' Switzer (Timmy Horton), Don C. Harvey (Curt Carlson), Russ Scott (Bat Manning), Wally West (Bill)

## Born Fugitive
- Diretto da:
- Scritto da:

### Trama
- Interpreti: Roy Rogers (Roy Rogers), Dale Evans (Dale Evans), Pat Brady (Pat Brady), Frances Karath (Johnnie Birch), Harry Hickox (zio Pete Birch), Don C. Harvey (Nevada), Jean Harvey (Zia Maggie Thompson)

## Quick Draw
- Diretto da:
- Scritto da:

### Trama
- Interpreti: Roy Rogers (Roy Rogers), Dale Evans (Dale Evans), Pat Brady (Pat Brady), Don C. Harvey (Marv Hanley), Virginia Carroll (Julia Hanley), Louis Lettieri (Billy Hanley), Carl 'Alfalfa' Switzer (Dunc Wright), Harry Harvey (sceriffo), Russ Scott (Anderson), Wally West (Hank)

## Ginger Horse
- Diretto da:
- Scritto da:

### Trama
- Interpreti: Roy Rogers (Roy Rogers), Dale Evans (Dale Evans), Pat Brady (Pat Brady), Frances Karath (Janie Howard), Don C. Harvey (Horace Early), Harry Harvey (sceriffo Williams), Harry Hickox (Jim Howard)

## The Showdown
- Diretto da:
- Scritto da:

### Trama
- Interpreti: Roy Rogers (Roy Rogers), Dale Evans (Dale Evans), Pat Brady (Pat Brady), Claudia Barrett (Ellen Corbin), Ralph Sanford (Bart Benton), Ewing Mitchell (Wayne Corbin), Fred Coby (Stake Morris), Harry Harvey (sceriffo)